# Ван Боммел, Элиас Питер
Элиас Питер ван Боммел (нидерл. Elias Pieter van Bommel, 26 января 1819 года, Амстердам — 2 июня 1890 года, Вена) — голландский художник XIX века. Наиболее известен как мастер городского пейзажа.

## Биография
Ван Боммел учился в Государственной академии изобразительных искусств (нид.) в Амстердаме у пейзажиста Георга Андриеса Рота (нем.), который работал в стиле романтики. Под влиянием Рота первоначально писал в основном пейзажи. Также рисовал речные и пляжные сцены. Тем не менее, в 1850 году перешёл на рафинированные сложные городские пейзажи, как правило, с большим количеством людей и с большим чувством монументальности. Некоторые из его работ имеют историческое значение, в частности, благодаря детальному и достоверному способу прорисовки исторических зданий и сооружений.
Ван Боммел был учителем Яна Давида Геерлинга Гроотвельда (нем.).
Некоторые его работы находятся в коллекции Городского архива Амстердама. В настоящее время его картины являются предметом продаж на аукционах.

## Галерея

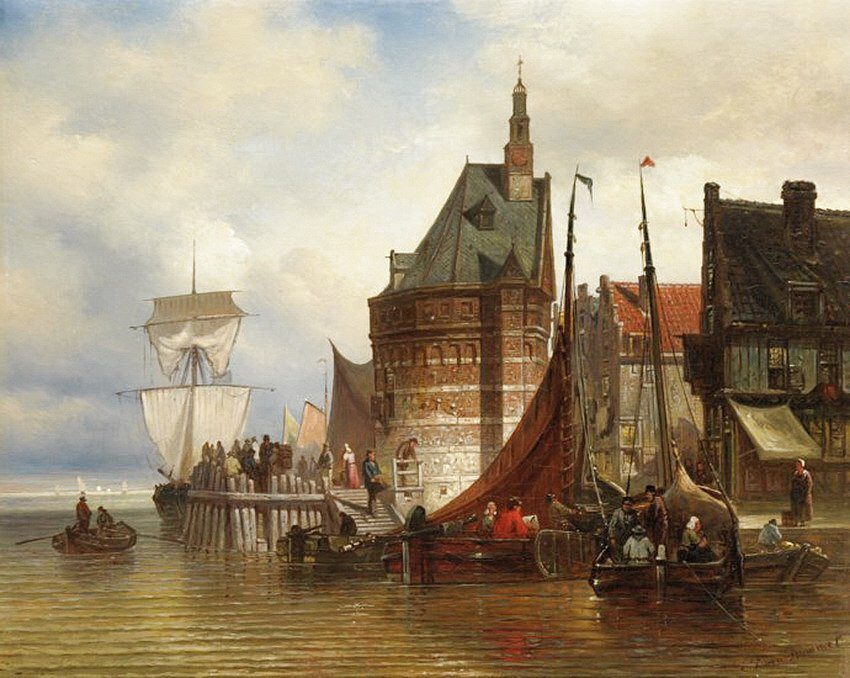
Пришвартованные корабли у главной башни Хорна
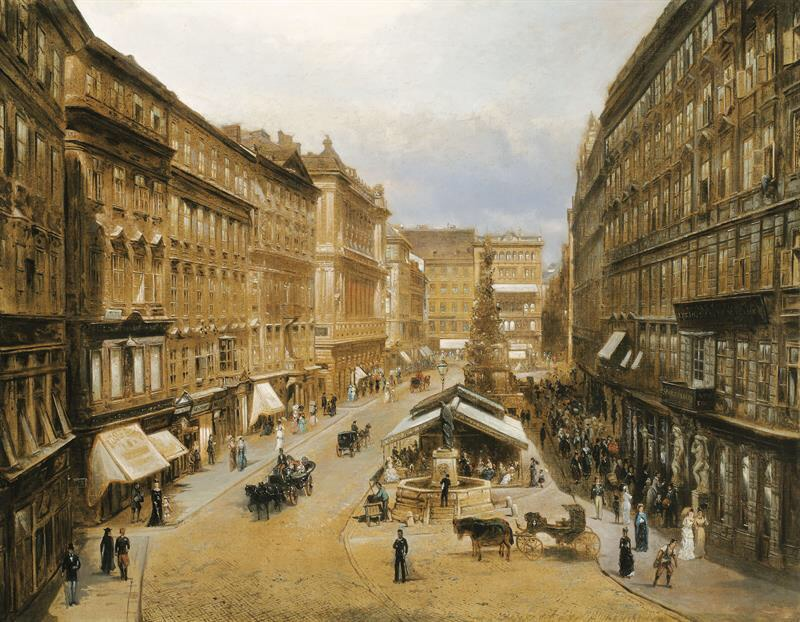
Улица Грабен в Вене
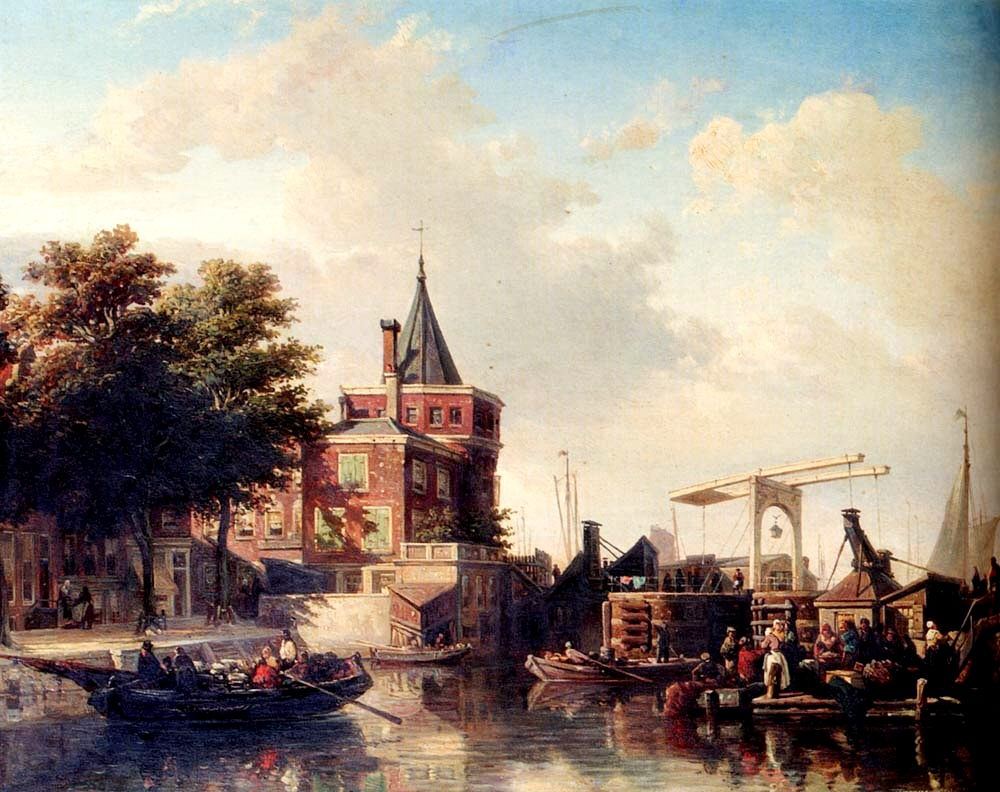
Вид на Схрейерсторен, Амстердам, лето
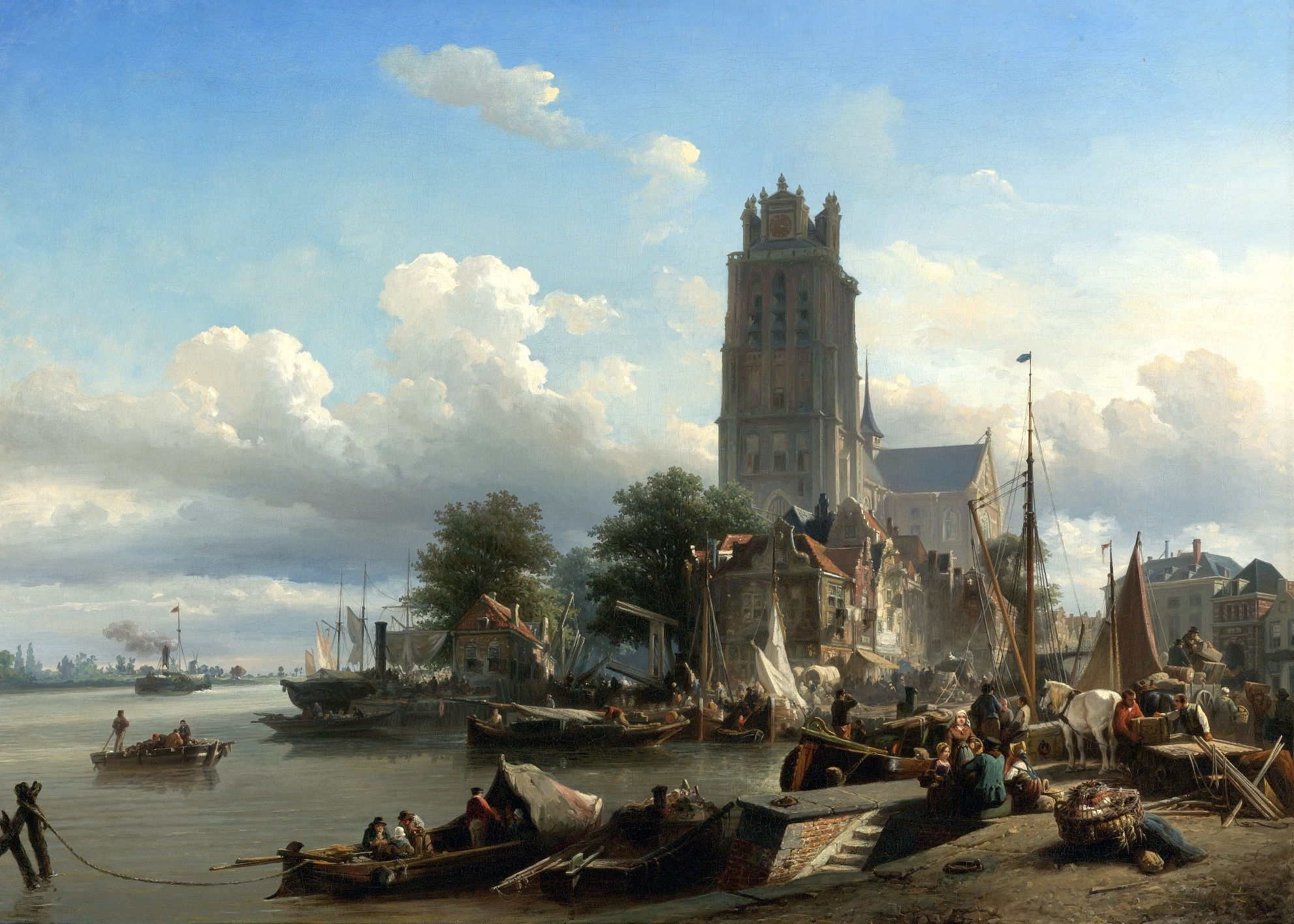
Оживленная гавань с торговцами, разгружающими свои товары (Дордрехт)
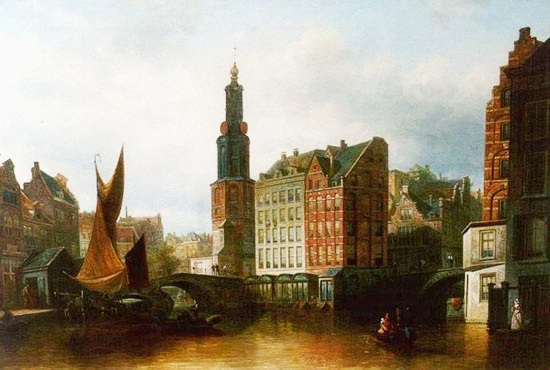
Вид на Мунторен, Амстердам
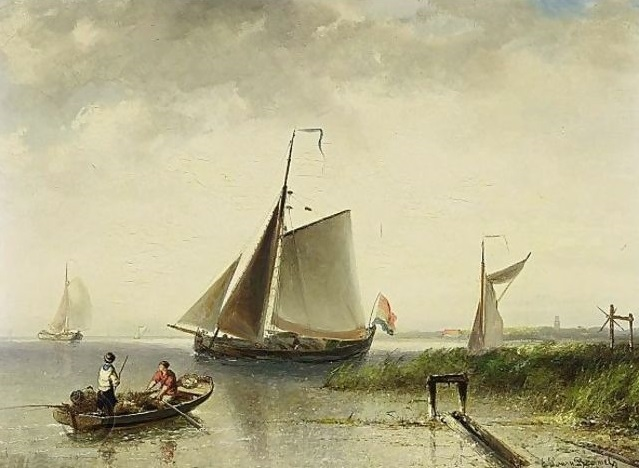
Голландский вид на реку
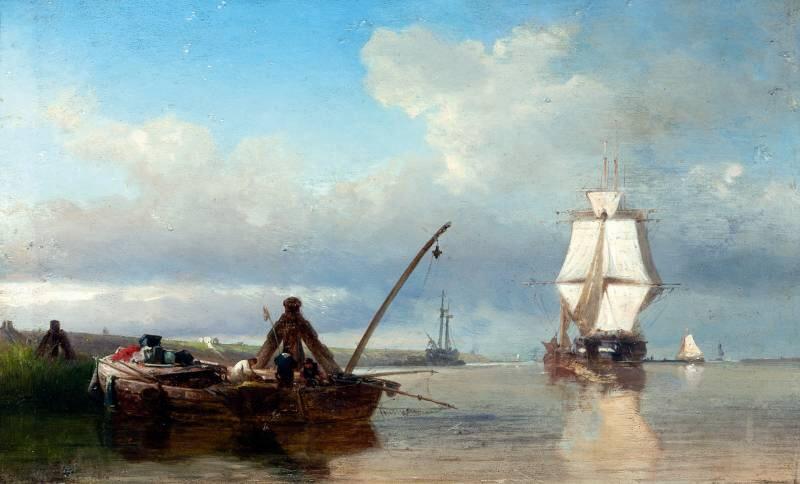
Док недалеко от Амстердама
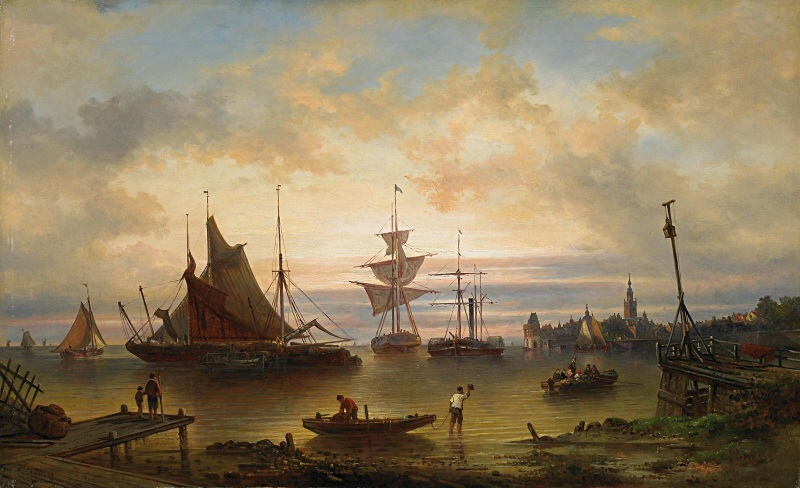
Бельгийский портовый город